# Бетансос, Йоандри
Йоандри Бетансос Франсис (исп. Yoandri Betanzos Francis; род. 15 февраля 1982, Сьего-де-Авила) — кубинский легкоатлет, специалист по тройным прыжкам. Выступал за сборную Кубы по лёгкой атлетике в 1999—2012 годах, двукратный серебряный призёр чемпионатов мира, серебряный и дважды бронзовый призёр чемпионатов мира в помещении, чемпион Панамериканских игр, чемпион Центральноамериканских и Карибских игр, четырёхкратный чемпион Кубы, участник двух летних Олимпийских игр.

## Биография
Йоандри Бетансос родился 15 февраля 1982 года в городе Сьего-де-Авила на Кубе.
Первого серьёзного успеха на международном уровне добился в сезоне 1999 года, когда вошёл в состав кубинской сборной и выступил на впервые проводившемся юношеском мировом первенстве по лёгкой атлетике в Быдгоще, где в зачёте тройного прыжка выиграл серебряную медаль.
В 2000 году в той же дисциплине стал серебряным призёром на юниорском мировом первенстве в Сантьяго.
В 2001 году завоевал серебряную награду на чемпионате Центральной Америки и Карибского бассейна в Гватемале, был лучшим на юниорском панамериканском первенстве в Санта-Фе. Будучи студентом, представлял Кубу на Всемирной Универсиаде в Пекине, где в финале тройного прыжка показал пятый результат.
В 2002 году среди прочего победил на чемпионате Кубы в Гаване.
В 2003 году помимо победы на национальном первенстве в Гаване превзошёл всех соперников на Панамериканских играх в Санто-Доминго и получил серебро на чемпионате мира в Париже.
В 2004 году выиграл бронзовую медаль на чемпионате мира в помещении в Будапеште, показал лучший результат на иберо-американском чемпионате в Уэльве. Благодаря череде успешных выступлений удостоился права защищать честь страны на летних Олимпийских играх в Афинах — в финале прыгнул тройным на 17,47 метра, расположившись в итоговом протоколе на четвёртой строке.
В 2005 году взял бронзу на Мемориале братьев Знаменских в Казани, победил на чемпионате Центральной Америки и Карибского бассейна в Нассау, стал серебряным призёром на чемпионате мира в Хельсинки, был лучшим на Всемирном легкоатлетическом финале в Монако.
В 2006 году завоевал бронзовую награду на чемпионате мира в помещении в Москве, стал серебряным призёром на Мемориале братьев Знаменских в Жуковском, победил на Центральноамериканских и Карибских играх в Картахене и на Всемирном легкоатлетическом финале в Штутгарте.
В 2007 году выиграл бронзовую медаль на Панамериканских играх в Рио-де-Жанейро, тогда как на чемпионате мира в Осаке в финал не вышел.
В 2009 году получил серебро на ALBA Games в Гаване, на чемпионате Центральной Америки и Карибского бассейна в Гаване. На чемпионате мира в Берлине выйти в финал не смог.
В 2010 году с личным рекордом 17,69 выиграл серебряную медаль на чемпионате мира в помещении в Дохе и на иберо-американском чемпионате в Сан-Фернандо.
На чемпионате мира 2011 года в Тэгу занял итоговое 11-е место. На Панамериканских играх в Гвадалахаре был вторым.
В 2012 году отметился победой на иберо-американском чемпионате в Баркисимето. Принимал участие в Олимпийских играх в Лондоне — на предварительном квалификационном этапе тройного прыжка показал результат 16,22 метра и в финал не вышел.
Завершил спортивную карьеру по окончании сезона 2015 года.